# Evert Jan Nieuwenhuis
E.J. (Evert Jan) Nieuwenhuis (Haarlemmermeer, 10 maart 1977) is een Nederlands SGP-politicus en bestuurder. Sinds 6 november 2017 is hij burgemeester van Waddinxveen.

## Biografie
Nieuwenhuis deed de pabo bij de reformatorische hogeschool Driestar hogeschool. Daarna ging hij lesgeven op de reformatorische basisschool De Akker in Lisse waar hij adjunct-directeur werd. Daarnaast behaalde hij een tweede- en eerstegraads onderwijsbevoegdheid geschiedenis. Ook studeerde hij Strategisch Management voor de non-profitsector aan de universiteit van Utrecht. Vanaf 2006 was hij directeur van reformatorische basisscholen in Leiderdorp en Alphen aan den Rijn. In 2014 werd Nieuwenhuis wethouder in Lisse en sinds november 2017 is hij de burgemeester van Waddinxveen.
Sinds 26 november 2019 is Nieuwenhuis voorzitter van de SGP-Bestuurdersvereniging. Na de gemeenteraadsverkiezingen van 2022 werd hij gevraagd als informateur voor een nieuw college in Barneveld en Hendrik-Ido-Ambacht. Sinds 4 oktober 2024 is hij lid van het dagelijks bestuur van de M50, het platform voor middelgrote gemeenten (30.000-80.000 inwoners). Naast zijn ambtsgebonden nevenfuncties is hij lid van de raad van toezicht van Cedrah Wonen.

## Persoonlijk
Nieuwenhuis is getrouwd en heeft een dochter en een zoon.